# 髙柳邦夫
髙柳 邦夫（たかやなぎ くにお、1947年2月20日 - ） は、日本の物理学者。東京工業大学栄誉教授。日本学士院賞受賞。紫綬褒章受章。アメリカ物理学会フェロー。

## 人物・経歴
東京都文京区出身。1969年東京工業大学理学部物理学科卒業。1971年東京工業大学大学院理工学研究科修士課程修了。1972年東京工業大学大学院理工学研究科博士課程中退、東京工業大学理学部助手。
1976年東京工業大学より理学博士の学位を取得。1977年フリッツ・ハーバー研究所リサーチフェロー。1981年東京工業大学理学部助教授。1989年東京工業大学大学院理工学研究科教授。1994年東京工業大学大学院総合理工学研究科教授。2001年東京工業大学大学院理工学研究科教授。2006年日本表面科学会会長。2007年日本顕微鏡学会会長。2012年東京工業大学大学院理工学研究科教授任期満了退任、東京工業大学大学院理工学研究科特任教授、東京工業大学名誉教授、東京工業大学栄誉教授。2015年東京工業大学大学院理工学研究科特任教授退任。
元国際顕微鏡学会連合(IFSM)理事。アメリカ物理学会(APS)フェロー、応用物理学会フェロー、日本表面科学会名誉会員、日本顕微鏡学会名誉会員。

## 著書
- 『基礎から学ぶ力学』（小野昱郎と共著）森北出版 2019年

## 受賞
- 日本電子顕微鏡学会瀬藤賞 1981[2]
- 日本結晶学会賞 1982[2]
- 応用物理学会賞 1987[2]
- 仁科記念賞 1987[2]
- 国際表面構造学会賞 1999[2]
- 韓国真空学会賞 1999[2]
- 日本表面科学会賞 2001[2]
- 真空科学・技術・応用国際連合賞 2001[2]
- 東レ科学技術賞 2002[6]
- 紫綬褒章 2003[5][7]
- Grade Langmuir Award 2004[6]
- 江崎玲於奈賞 2008[4]
- 日本学士院賞 2012[4]
- 東京工業大学栄誉教授 2012[5]
- 瑞宝中綬章 2020[8][5]